# Maratona aquática no Campeonato Europeu de Esportes Aquáticos de 2018 - 10 km masculino
Os 10 km da maratona aquática masculina da maratona aquática no Campeonato Europeu de Esportes Aquáticos de 2018 ocorreu no dia 9 de agosto no no lago Loch Lomond, em Luss no Reino Unido. 

## Calendário
| Fase  | Data        | Hora  |
| ----- | ----------- | ----- |
| Final | 9 de agosto | 12:30 |

Todos os horários estão no horário local (UTC+0)

## Medalhistas
| Ouro                 | Prata                   | Bronze            |
| Ferry Weertman (NED) | Kristóf Rasovszky (HUN) | Rob Muffels (GER) |

## Resultados
Esses foram os resultados da competição. 
| Pos.              | Nadador                | Nacionalidade | Tempo           |
| ----------------- | ---------------------- | ------------- | --------------- |
| Medalha de ouro   | Ferry Weertman         | Países Baixos | 1:49:28.2       |
| Medalha de prata  | Kristóf Rasovszky      | Hungria       | 1:49:28.2       |
| Medalha de bronze | Rob Muffels            | Alemanha      | 1:49:33.7       |
| 4                 | Marc-Antoine Olivier   | França        | 1:49:34.7       |
| 5                 | Matan Roditi           | Israel        | 1:49:36.2       |
| 6                 | Matteo Furlan          | Itália        | 1:49:36.7       |
| 7                 | Jack Burnell           | Reino Unido   | 1:49:37.1       |
| 8                 | Mario Sanzullo         | Itália        | 1:49:47.4       |
| 9                 | Tobias Robinson        | Reino Unido   | 1:49:47.5       |
| 10                | Alberto Martínez       | Espanha       | 1:49:49.7       |
| 11                | Kirill Belyaev         | Rússia        | 1:49:51.6       |
| 12                | David Aubry            | França        | 1:49:52.0       |
| 13                | Pepijn Smits           | Países Baixos | 1:49:52.3       |
| 14                | Dániel Székelyi        | Hungria       | 1:49:53.3       |
| 15                | Simone Ruffini         | Itália        | 1:49:53.5       |
| 16                | Sören Meißner          | Alemanha      | 1:49:56.0       |
| 17                | Raúl Santiago Betancor | Espanha       | 1:49:56.1       |
| 18                | Ventsislav Aydarski    | Bulgária      | 1:50:40.5       |
| 19                | Logan Vanhuys          | Bélgica       | 1:50:43.9       |
| 20                | Andreas Waschburger    | Alemanha      | 1:50:51.5       |
| 21                | Vít Ingeduld           | Chéquia       | 1:50:51.7       |
| 22                | Ihor Chervynskyy       | Ucrânia       | 1:50:58.4       |
| 23                | David Brandl           | Áustria       | 1:50:59.6       |
| 24                | Evgeny Drattsev        | Rússia        | 1:51:00.5       |
| 25                | Yuval Safra            | Israel        | 1:51:00.6       |
| 26                | Kirill Abromisov       | Rússia        | 1:51:20.5       |
| 27                | Rafael Gil             | Portugal      | 1:51:21.3       |
| 28                | Pol Gil Tarazona       | Espanha       | 1:51:49.3       |
| 29                | Caleb Hughes           | Reino Unido   | 1:51:49.3       |
| 30                | Logan Fontaine         | França        | 1:52:09.9       |
| 31                | Shahar Resman          | Israel        | 1:52:12.0       |
| 32                | Matěj Kozubek          | Chéquia       | 1:52:34.5       |
| 33                | Krzysztof Pielowski    | Polónia       | 1:53:00.2       |
| 34                | Tiago Campos           | Portugal      | 1:54:04.9       |
| 35                | Tamás Farkas           | Sérvia        | 1:54:25.4       |
| —                 | Dávid Huszti           | Hungria       | Não finalizaram |
| —                 | Ivan Fratrič           | Eslováquia    | Não finalizaram |
| —                 | Dimitrios Negris       | Grécia        | DNS             |